# Mohammed Barkindo
Mohammed Sanusi Barkindo (Yola, Federación de Nigeria, 20 de abril de 1959 - 5 de julio de 2022) fue un político nigeriano que se desempeñó como secretario general de la OPEP (Organización de Países Exportadores de Petróleo) por dos periodos de tres años (1 de agosto de 2016-2019) y su segundo mandato consecutivo hasta su fallecimiento (5 de julio de 2022) iba a expirar al final de ese mes. 

## OPEP
Los ministros de la OPEP han nombrado a su sustituto, el kuwaití Haitham al-Ghais. Anteriormente, se desempeñó como secretario general interino en 2006, representó a Nigeria en la Comisión Económica de la OPEP entre 1993 y 2008, encabezó la Corporación Nacional Nigeriana de Petróleo entre 2009 y 2010 y encabezó la delegación técnica de Nigeria en las negociaciones sobre cambio climático de la ONU desde 1991.